# Maruco Antônio Urunau
Maruco Antônio Urunau (født 16. november 1970) er en tidligere brasiliansk fodboldspiller.
Han har spillet for flere forskellige klubber i sin karriere, herunder Ventforet Kofu.